# Naturschutzgebiet Oberer und Unterer Knapp
Das Naturschutzgebiet Oberer und Unterer Knapp mit einer Größe von 5,8 ha liegt östlich von Thülen im Stadtgebiet von Brilon. Das Gebiet wurde 2008 mit dem Landschaftsplan Hoppecketal durch den Hochsauerlandkreis als Naturschutzgebiet (NSG) ausgewiesen. Das NSG besteht aus drei Teilflächen. Das NSG gehört seit 2023 zum Vogelschutzgebiet Diemel- und Hoppecketal mit angrenzenden Wäldern.

## Gebietsbeschreibung
Beim NSG handelt es sich um drei Rotbuchenwaldbereiche mit Kalkfelsen.
Das Landesamt für Natur, Umwelt und Verbraucherschutz Nordrhein-Westfalen dokumentierte im Schutzgebiet Pflanzenarten wie  Alpen-Johannisbeere, Braunstieliger Streifenfarn, Breitblättriges Kahlfruchtmoos, Dach-Drehzahnmoos, Gekräuseltes Spiralzahnmoos, Gewöhnliche Goldnessel, Gewöhnliche Kreuzblume, Neckermoos, Wald-Bingelkraut,  Waldmeister, Weiches Kammmoos, Zerbrechlicher Blasenfarn und Zypressen-Schlafmoos.

## Schutzzweck
Das NSG soll den Wald mit dessen Arteninventar schützen. Wie bei allen Naturschutzgebieten in Deutschland wurde in der Schutzausweisung darauf hingewiesen, dass das Gebiet „wegen der Seltenheit, besonderen Eigenart und Schönheit des Gebietes“ zum Naturschutzgebiet wurde.
Der Landschaftsplan führt zum speziellen Schutzzweck auf: „Erhaltung und Wiederherstellung eines struktur- und artenreichen Kalkbuchenwaldes als Lebensraum von Tier- und Pflanzenarten, die durch die landwirtschaftliche Nutzung der Briloner Hochfläche einerseits und durch die Bestockung einiger ursprünglicher Waldbereiche mit nicht heimischen Baumarten andererseits auf Restflächen relativ geringer Größe zurückgedrängt worden.“